# Marchese del Cenete

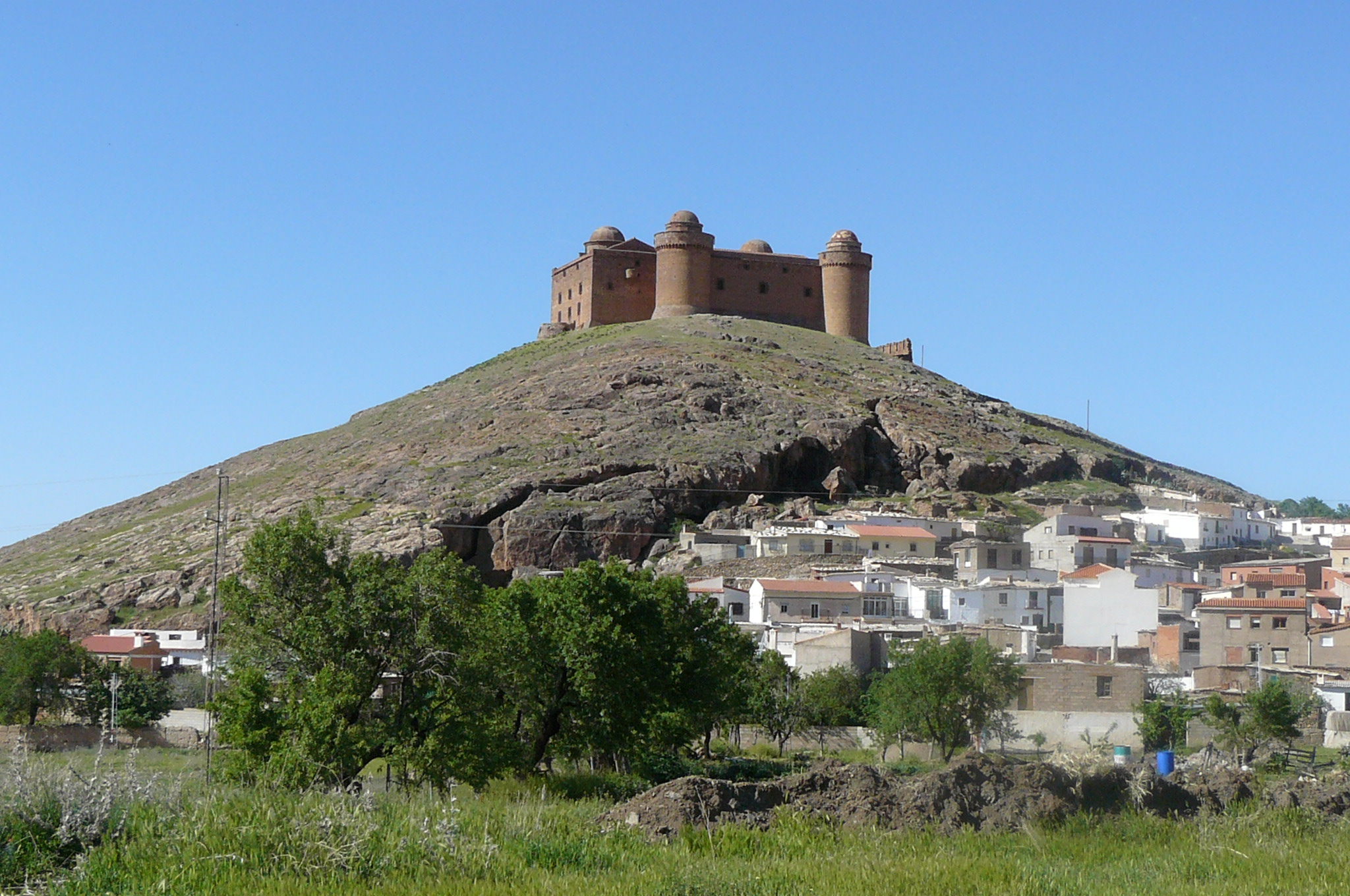
Castillo de La Calahorra.

Marchese del Cenete è il titolo nobiliare spagnolo che la Regina Isabella la Cattolica concesse nel 1491 a Rodrigo Díaz de Vivar y Mendoza, I conte del Cid, figlio del Cardinale Mendoza e nipote del marchese di Santillana. 
Il suo nome si riferisce alla subcomarca del Zenete nella Provincia di Granada.
Zenete o Cenete deriva dall'arabo sened, che significa "falda, salite, costa del monte", in riferimento ai declivi della Sierra Nevada.
Il primo marchese, Rodrigo Díaz de Vivar y Mendoza, costruttore del Castillo de La Calahorra, sposò Leonor de la Cerda y Aragón e successivamente María Fonseca. Sua figlia Mencía, II marchesa, morì senza discendenza, mentre sua figlia María, III marchesa, si sposò con Diego Hurtado de Mendoza, IV conte di Saldaña, erede del duca dell'Infantado, trasferendo così il Marchesato del Cenete alla Casa dell'Infantado, i cui membri lo usarono in maniera alternata, cosicché il I duca si chiamò duca dell'Infantado e marchese del Cenete, i successori si chiamarono marchese del Cenete e duca dell'Infantado.
Il maggiorascato del marchese includeva inoltre le baronie di Ayora, Alazque, Alberique e Gavarda nel Regno di Valencia e le signorie di Jadraque, del Castillo del Cid e di Alcocer, a Guadalajara.